# KDDX型驱逐舰
KDDX型驱逐舰(KDDX Class Frigate)為大韓民國海軍的驱逐舰，代號KDDX；由承攬FFX-I、II、III的現代重工業建造，可視为忠武公李舜臣級驅逐艦的改良。